# A Christmas Carol (1938)
A Christmas Carol is een kerstfilm uit 1938 onder regie van Edwin L. Marin. De film is gebaseerd op het gelijknamige boek van Charles Dickens. Destijds werd de film in Nederland uitgebracht onder de titel Een kerstlied in proza.

## Verhaal
De film speelt zich af in Londen tijdens Kerstmis in het midden van de negentiende eeuw. De oude en bittere Ebenezer Scrooge wordt door zijn neef Fred uitgenodigd om te dineren bij hem en zijn verloofde Bess. Scrooge slaat dit aanbod nors af, omdat hij niet in Kerstmis gelooft en liever werkt zodat hij meer geld verdient. Hij heeft dan ook liever dat zijn medewerkers blijven werken op kerstavond, maar hij realiseert zich dat ze een dag vrij verdienen en laat Bob Cratchit naar huis gaan.
Later wordt Bob Cratchit ontslagen, omdat hij een sneeuwbal naar Scrooges hoofd heeft gegooid en daarbij per ongeluk diens hoed heeft beschadigd. Bob durft zijn gezin niet te vertellen dat hij geen baan meer heeft en koopt veel kerstcadeaus voor ze. Hoewel hun zoon Tiny Tim ernstig ziek en kreupel is, beleeft de familie Cratchit een gelukkig kerstfeest. Ondertussen vertrekt Scrooge eenzaam naar zijn enorme landhuis, waar hij wordt bezocht door de geest van Jacob Marley, een voormalige zakenpartner.
Marley waarschuwt Scrooge dat hij zijn houding moet veranderen en vertelt hem dat hij bezocht zal worden door drie geesten. Scrooge weet niet wat hem overkomt en gelooft Marley niet, totdat de Geest van Voorbije Kerstmis voor zijn voeten staat. Deze laat hem zijn eenzame jeugd zien. Later krijgt hij bezoek van de Geest van Huidig Kerstmis, die hem laat zien dat Fred en zijn verloofde en Bob en zijn gezin gelukkig zijn maar wel in moeilijke omstandigheden verkeren. Scrooge krijgt ten slotte bezoek van de Geest van Toekomstig Kerstmis, die hem mee naar de toekomst brengt. Eenmaal beland in de tijd dat hij niet meer leeft, ontdekt Scrooge dat niemand rouwt om zijn overlijden. Ook komt hij tot de ontdekking dat Tiny Tim is heengegaan.
Scrooge realiseert zich dat hij moet veranderen. Hij brengt een bezoek aan Fred en biedt hem aan zijn zakenpartner te worden. Ten slotte gaat hij naar de Cratchits. Hij neemt een kalkoen voor hen mee, geeft Bob zijn baan terug en belooft hem een salarisverhoging, zodat Tiny Tim spoedig kan genezen.

## Rolverdeling
| Acteur            | Personage                     |
| ----------------- | ----------------------------- |
| Reginald Owen     | Ebenezer Scrooge              |
| Gene Lockhart     | Bob Cratchit                  |
| Kathleen Lockhart | Mevrouw Cratchit              |
| Terry Kilburn     | Tiny Tim                      |
| Barry MacKay      | Fred                          |
| Lynne Carver      | Bess                          |
| Leo G. Carroll    | Geest van Jacob Marley        |
| Ann Rutherford    | Geest van Voorbije Kerstmis   |
| Lionel Braham     | Geest van Huidig Kerstmis     |
| D'Arcy Corrigan   | Geest van Toekomstig Kerstmis |
| Ronald Sinclair   | Jonge Scrooge                 |

## Achtergrond
In eerste instantie zou acteur Lionel Barrymore de rol van Scrooge spelen. Hij sprak ook de stem in voor de radioversie. Toen de film al voor het grootste gedeelte opgenomen was, brak hij zijn heup en moest hij zich terugtrekken. Er stonden nog maar zes weken aan opnamen op het schema, maar er werd besloten dat de film opnieuw gemaakt moest worden. Barrymore mocht zelf een vervanger aanwijzen en koos voor Owen.
De film werd een groot succes. De filmstudio verkocht 375 kopieën, zodat de film in zoveel mogelijk bioscopen vertoond kon worden. Er wordt gedacht dat het personage van Dagobert Duck is geïnspireerd op Scrooge zoals hij in deze film wordt uitgebeeld.